# E=mc²

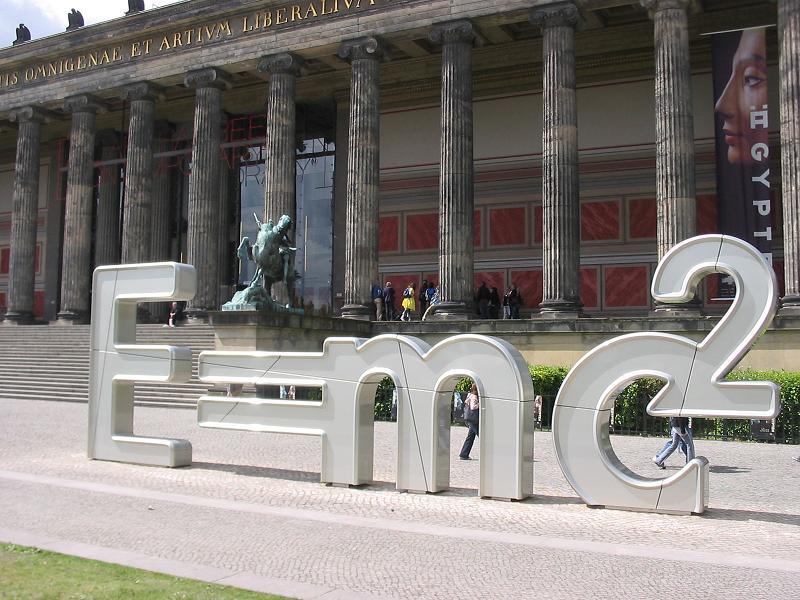
Sesta e ultima scultura della "Berliner Walk of Ideas", realizzata in occasione del Campionato mondiale di calcio 2006 (Berlino, Lustgarten, di fronte all'Altes Museum)

E = mc2 esprime la relazione tra l'energia e la massa di un sistema fisico. E indica l'energia totale relativistica del sistema, m la sua massa relativistica e c la costante velocità della luce nel vuoto. Se si considera un sistema di riferimento solidale a un corpo, in cui la velocità del corpo risulta quindi nulla, l'equazione va riformulata come E0 = m0 c2, in cui m0 è la massa a riposo ed E0 l'energia di massa.  In questa forma, stabilisce un'equivalenza tra massa ed energia e, di conseguenza, un principio di conservazione massa-energia. Tale principio segna un superamento rivoluzionario della separazione tra la legge della conservazione della massa e la legge di conservazione dell'energia.
La relazione fu enunciata, in una forma diversa (vedi Derivazioni relativistiche di Einstein), da Albert Einstein nell'ambito della relatività ristretta; tuttavia non nel primo articolo dedicato alla teoria (Sull'elettrodinamica dei corpi in movimento), del giugno 1905, ma in quello intitolato L'inerzia di un corpo dipende dal suo contenuto di energia?, del settembre dello stesso anno. Era già stata proposta precedentemente, ad esempio da Henri Poincaré nel 1900 (vedi Aspetti storici), senza acquisire la valenza di principio generale, assunta dopo il 1905 grazie ad Einstein.

## Significato dell'equazione
Fino allo sviluppo della relatività ristretta si riteneva che massa ed energia fossero due grandezze fisiche distinte. L'equivalenza fra massa ed energia, introdotta con la relatività ristretta, sancisce invece che sono strettamente legate, e proporzionali tra loro tramite il quadrato della velocità della luce nel vuoto (c²). Esse possono essere considerate come due manifestazioni, espresse con unità di misura differenti, della stessa proprietà fisica. Di conseguenza, qualsiasi corpo materiale o particella massiva possiede un'energia proporzionale alla sua massa a riposo oltre, eventualmente, ad altra energia sotto forma di energia potenziale o cinetica. 
L'equivalenza massa-energia può essere formulata in due modi, a seconda del significato che si dà ai termini di massa ed energia. La prima possibilità, sostenuta da Einstein nell'articolo del 1905 "L'inerzia di un corpo dipende dal suo contenuto di energia?", è quella d'interpretare l'equivalenza nei termini della massa a riposo {\displaystyle m_{0}}, cioè la massa dell'oggetto nel sistema di riferimento in cui è in quiete: {\displaystyle m_{0}c^{2}} esprime quindi l'energia di massa {\displaystyle E_{0}=m_{0}c^{2}} di un corpo. La seconda possibilità si basa sul concetto (oggi considerato obsoleto: vedi Massa invariante) di massa relativistica {\displaystyle m}, dal quale si ricava che l'energia totale {\displaystyle E} di un corpo è {\displaystyle E=mc^{2}}. L'energia relativistica totale del corpo comprende sia {\displaystyle E_{0}} (riferita alla massa a riposo m0), sia l'energia cinetica K (dovuta al moto del corpo con velocità v):
{\displaystyle E=E_{0}+K=m_{0}c^{2}+(\gamma -1)\,m_{0}c^{2}=\gamma \,m_{0}c^{2}=mc^{2}={\sqrt {p^{2}c^{2}\,+\,m_{0}^{2}c^{4}}}}
| Massa a riposo      | {\displaystyle m_{0}}                        |
| Massa relativistica | {\displaystyle m=\gamma \,m_{0}}             |
| Energia di massa    | {\displaystyle E_{0}=m_{0}c^{2}}             |
| Energia totale      | {\displaystyle E=mc^{2}=\gamma \,m_{0}c^{2}} |

in cui {\displaystyle p=\gamma \,m_{0}v} è la quantità di moto relativistica, definita da Max Planck nel 1906.
La massa relativistica {\displaystyle m} è legata alla massa a riposo tramite il fattore di Lorentz {\displaystyle \gamma }:
{\displaystyle m=\gamma \,m_{0}={\frac {1}{\sqrt {1-(v/c)^{2}}}}\;m_{0}}
e appare nella versione relativistica del secondo principio della dinamica
{\displaystyle {\vec {F}}={\frac {d}{dt}}(\gamma m_{0}{\vec {v}})={\frac {d}{dt}}(m{\vec {v}})}.
Poiché la massa relativistica dipende dalla velocità, il concetto classico di massa risulta modificato, non coincidendo più con la definizione newtoniana di costante di proporzionalità fra la forza applicata a un corpo e l'accelerazione risultante, ma divenendo una grandezza dinamica proporzionale all'energia complessiva del corpo. Di conseguenza, la massa relativistica {\displaystyle m} (che dipende da {\displaystyle v}) e la massa a riposo {\displaystyle m_{0}} (che non dipende da {\displaystyle v}) sono concettualmente diverse. Quindi non è fisicamente corretto considerare l'energia di massa {\displaystyle E_{0}=m_{0}c^{2}} come il limite per {\displaystyle \gamma \to 1} (ovvero per {\displaystyle v\to 0} ) dell'energia relativistica totale {\displaystyle E=\gamma \,m_{0}c^{2}}.
Nella fisica classica ottocentesca esistevano due leggi (o princìpi) di conservazione ben distinte e separate: la legge di conservazione della massa, scoperta da Lavoisier («In natura nulla si crea e nulla si distrugge, ma tutto si trasforma») e la legge di conservazione dell'energia, o primo principio della termodinamica, alla cui scoperta hanno contribuito, nel corso dell'Ottocento, diversi scienziati (Mayer, Joule, Carnot, Thomson, Clausius, Faraday).
A partire dai primi anni del Novecento, la conservazione dell'energia meccanica comprende invece, oltre all'energia cinetica e all'energia potenziale (dovuta alla presenza di masse esterne), anche un contributo proporzionale alla massa a riposo m0  quale ulteriore forma di energia. Einstein ha quindi unificato le due leggi pre-esistenti in un unico principio di conservazione, che coinvolge unitariamente tutti i processi fisici di trasformazione della massa in energia e viceversa, dato che l'una può trasformarsi nell'altra secondo la relazione E0 = m0 c². Ciò che resta sempre costante, nei singoli sistemi fisici come nell'intero universo, è la somma di massa ed energia: il principio di conservazione massa-energia. La concezione einsteiniana getta una luce unificante sulla realtà fisica: con l'equivalenza massa-energia, la massa diventa una forma di energia. In determinati processi, la massa può essere trasformata in altre forme d'energia (annichilazioni particella-antiparticella, reazioni nucleari, decadimenti radioattivi, ecc.), così come l'energia può trasformarsi in massa, come si verifica negli acceleratori di particelle e nella produzione di coppia {\displaystyle (\gamma +\gamma \to e^{+}+e^{-})}.
L'equazione di Einstein è stata verificata sia per fenomeni fisici macroscopici, come ad esempio la produzione d'energia solare, sia a livello subatomico. Si hanno varie classi di fenomeni subatomici in cui si verifica l'equivalenza massa-energia:
1. Produzione di una coppia particella-antiparticella {\displaystyle (\gamma +\gamma \to e^{+}+e^{-})}
2. Annichilazioni particella-antiparticella {\displaystyle (e^{+}+e^{-}\to \gamma +\gamma \quad ;\quad q+{\bar {q}}\to \gamma +\gamma )}
3. Decadimenti particellari {\displaystyle (\pi ^{0}\to \gamma +\gamma )}
4. Trasmutazioni o decadimenti radioattivi {\displaystyle (A\to C+D)}
5. Reazioni nucleari {\displaystyle (A+B\to C+D)}
6. Fissione nucleare (divisione di un nucleo pesante in due o più nuclei leggeri)
7. Fusione nucleare (unione di due nuclei leggeri in uno più pesante)

Nella produzione di coppia si può avere una totale conversione d'energia in materia. La completa conversione di massa in energia si verifica invece nell'annichilazione {\displaystyle e^{+}+e^{-}\to \gamma +\gamma }. In generale, nel caso di annichilazione particella-antiparticella, solo una coppia quark-antiquark si annichila {\displaystyle (q+{\bar {q}}\to \gamma +\gamma )}, mentre i restanti quark formano nuove particelle (mesoni). Quando un protone collide con un antiprotone (e in generale quando qualsiasi barione collide con un antibarione), la reazione non è semplice come l'annichilazione elettrone-positrone. A differenza dell'elettrone, il protone non è una particella elementare: è composto da tre quark di valenza e da un numero indeterminato di quark del mare, legati dai gluoni. Nella collisione tra un protone e un antiprotone, uno dei quark di valenza {\displaystyle q} del protone può annichilirsi con un antiquark {\displaystyle {\bar {q}}} dell'antiprotone, mentre i quark e antiquark restanti si risistemeranno in mesoni (principalmente pioni e kaoni) che si allontaneranno dal punto in cui è avvenuta l'annichilazione. I mesoni creati sono particelle instabili che decadranno.
Negli ultimi quattro casi elencati, la conversione della massa in energia non è completa e l'energia prodotta risulta dal calcolo della difetto di massa. Nelle reazioni che producono energia (esoenergetiche), le masse dei reagenti devono quindi essere maggiori delle masse dei prodotti. Usando l'esempio delle reazioni nucleari, che implicano solitamente 2 reagenti (A e B) e 2 prodotti (C e D), il bilancio di massa determina quale sia il difetto di massa Δm:
{\displaystyle \Delta m=(m_{A}+m_{B})-(m_{C}+m_{D})>0}
L'energia liberata nel singolo processo nucleare sotto forma d'energia cinetica, radiazione elettromagnetica, calore o altra forma d'energia risulta essere
{\displaystyle \Delta E=\Delta m\,c^{2}}.

## Conseguenze
Misurando la massa di diversi nuclei atomici si può ottenere una stima dell'energia di legame disponibile all'interno di un nucleo atomico. È quindi possibile stimare la quantità d'energia di legame che può essere rilasciata in un processo nucleare. Si consideri il seguente esempio: un nucleo di uranio-238 può decadere naturalmente formando un nucleo di torio-234 e uno di elio-4 (Particella α). Sommando la massa a riposo dei due nuovi nuclei si rileva che essa è minore del nucleo originario di uranio. Risulta una difetto di massa Δm = 7,6×10−30 kg, che si è trasformata in energia. L'equazione di Einstein consente di determinare quanta energia è stata liberata dal decadimento radioattivo di un nucleo di uranio: ΔE = Δmc2 = (7,6×10−30 kg) × (9×1016m²/s²) =  6,84×10−13J.
L'energia prodotta in una centrale nucleare da una singola fissione è data dalla differenza tra le masse dei nuclei iniziali (uranio + neutrone) e le masse nucleari dei prodotti di fissione.
La conversione massa-energia fu cruciale anche nello sviluppo della bomba atomica. La bomba di Hiroshima era di 13 kilotoni, pari a 54,6 TJ (13 × 4,2 × 1012 J). Questa energia equivale a quella teoricamente sprigionata dalla completa conversione di soli 0,60 grammi di materia (54 TJ).
L'uranio-238, di per sé non fissile, costituisce oltre il 99% dell'uranio che si trova in natura; solo lo 0,7% dell'uranio reperibile naturalmente è uranio-235, necessario per la fissione nucleare. Per tale motivo l'uranio-238 viene arricchito dell'isotopo 235 prima di essere usato per usi civili (centrali nucleari) o militari.
Durante una reazione nucleare il numero di massa A (numero dei nucleoni = protoni + neutroni) e il numero atomico Z (numero dei protoni) sono conservati, cioè rimangono costanti. Ad esempio, nella reazione nucleare
{\displaystyle \mathrm {^{14}_{~7}N} +\mathrm {^{4}_{2}He} \to \mathrm {^{17}_{~8}O} +\mathrm {^{1}_{1}p} }
si ha la conservazione di A: 14 + 4 = 17 + 1 e di Z: 7 + 2 = 8 + 1. Nonostante ciò, la somma delle masse dei reagenti non è conservata in quanto varia, dopo la reazione, l'energia di legame con cui i singoli nucleoni sono legati all'interno dei vari nuclei. Le masse dei reagenti e dei prodotti, espresse in unità di massa atomica (dalton, Da) sono rispettivamente:
{\displaystyle m\mathrm {(_{~7}^{14}N)} +m\mathrm {(_{2}^{4}He)} =14{,}003074+4{,}002603=18{,}005677{\text{ Da}}}
{\displaystyle m\mathrm {(_{~8}^{17}O)} +m\mathrm {(_{1}^{1}p)} =16{,}999132+1{,}008665=18{,}007797{\text{ Da}}}
In questo caso, il difetto di massa è negativo:
{\displaystyle \Delta m=m\mathrm {(_{~7}^{14}N)} +m\mathrm {(_{2}^{4}He)} -m\mathrm {(_{~8}^{17}O)} -m\mathrm {(_{1}^{1}p)} =-2,12\times 10^{-3}\;\mathrm {Da} =-3,52\times 10^{-30}\;\mathrm {kg} }
La reazione è endoenergetica, ovvero necessita d'energia esterna per avvenire. Oltre all'energia di barriera, necessaria per vincere la repulsione coulombiana, l'energia minima perché tale reazione possa avvenire è
{\displaystyle \Delta E=\Delta m\,c^{2}=(-3,52\times 10^{-30}\;\mathrm {kg} )\times (9\times 10^{16}\;\mathrm {m^{2}/s^{2}} )=-3,17\times 10^{-13}\;\mathrm {J} }.
Tale energia viene fornita dall'energia cinetica del nucleo di elio (particella α) che va a collidere col nucleo d'azoto. La velocità minima della particella α dev'essere
{\displaystyle v={\sqrt {\frac {-2\Delta E}{m\mathrm {(_{2}^{4}He)} }}}={\sqrt {\frac {6,34\times 10^{-13}}{4\times 1,67\times 10^{-27}}}}={\sqrt {95\times 10^{12}}}\simeq 9,75\times 10^{6}\;\mathrm {m/s} }
equivalente al 3,25% della velocità della luce.
Anche il processo di fusione nucleare, come tutti i processi fisici di trasformazione della massa in energia e viceversa, avviene rispettando il principio di conservazione della massa–energia. Nel Sole, che ha una temperatura interna di 15 milioni di kelvin, mediante le reazioni di fusione termonucleare (fusione protone-protone dei nuclei di idrogeno), ogni secondo 600 milioni di tonnellate d'idrogeno si trasformano in 595,5 milioni tonnellate di elio. Quindi, dopo questa trasformazione, mancano ogni secondo 4,5 milioni di tonnellate (pari allo 0,75% della massa iniziale). Questo difetto di massa si è trasformato direttamente in radiazione elettromagnetica, ossia in energia, secondo l'equazione E = mc2. Tutta la potenza del Sole è dovuta alla conversione in energia di questa massa mancante, paragonabile approssimativamente alla massa di un piccolo gruppo di montagne sulla Terra. La massa convertita in energia durante 10 miliardi di anni di fusione termonucleare è pari a 1,26 × 1027 kg. Siccome la massa del Sole è di 2 × 1030 kg, 10 miliardi di anni di fusione consumano solo lo 0,063 % della massa solare.
Inserendo il valore della massa mancante ogni secondo nell'equazione di Einstein (dove l'energia è espressa in joule = Ws, la massa in kg e c in m/s), si calcola che a esso corrisponde una potenza pari a (4,5 × 109 kg) × (9 × 1016 m2/s2) / 1 s = 4 × 1026 W (watt), ossia a 4 × 1014 TW (terawatt). Per capire l'enormità di questa energia, che espressa in wattora equivale a 1,125 × 1011 TWh, un dato che può fungere da termine di paragone è la produzione mondiale di energia elettrica, che nel 2005 è stata di 17 907 TWh (equivalenti a 716,28 kg di massa). Per eguagliare l'energia prodotta dal Sole in un solo secondo, tutti gli impianti di produzione di energia elettrica del nostro pianeta dovrebbero funzionare a pieno regime per i prossimi 6 282 459 anni.
La completa conversione di 1 chilogrammo di massa equivarrebbe a:
- 89 875 517 873 681 760 joule (circa 90000 TJ);
- 24 965 421 632 000 wattora (circa 25 TWh, equivalenti al consumo d'energia elettrica in Italia nel 2017 in 4 settimane);
- 21,48076431 megaton;
- 8,51900643 x 1013 BTU.

## Velocità della luce come limite
La velocità della luce non può essere raggiunta o superata da un corpo per la natura del termine {\displaystyle \gamma }
{\displaystyle \gamma ={\frac {1}{\sqrt {1-(v/c)^{2}}}}}.
Infatti se 
{\displaystyle v\to c\;\;\Longrightarrow \;\;(v/c)^{2}\to 1\;\;\Longrightarrow \;\;{\sqrt {1-(v/c)^{2}}}\to 0}
e di conseguenza
{\displaystyle \lim _{v\to c}\gamma (v)=\lim _{v\to c}{\frac {1}{\sqrt {1-(v/c)^{2}}}}=\infty }.
Alla velocità della luce, la massa relativistica e l'energia totale diverrebbero infinite:
{\displaystyle \lim _{v\to c}\,m(v)=\lim _{v\to c}\,\gamma (v)\,m_{0}=\infty }
{\displaystyle \lim _{v\to c}\,E(v)=\lim _{v\to c}\,m(v)\,c^{2}=\lim _{v\to c}\,\gamma (v)\,m_{0}c^{2}=\infty }
In altre parole, per accelerare un corpo alla velocità della luce serve una quantità infinita di energia. Tale fatto viene spiegato dal punto di vista dinamico con l'aumento dell'inerzia al crescere della velocità.

## Approssimazione per basse velocità
L'energia relativistica totale comprende anche l'energia di massa del corpo, dipendente solo dalla massa a riposo {\displaystyle m_{0}}, che non compare invece nella definizione classica dell'energia. L'energia cinetica relativistica {\displaystyle K} è, di conseguenza,  data dalla differenza tra l'energia relativistica totale {\displaystyle E=mc^{2}} e l'energia a riposo {\displaystyle E_{0}=m_{0}c^{2}}:
{\displaystyle K=E-E_{0}=mc^{2}-m_{0}c^{2}=\gamma \,m_{0}c^{2}-m_{0}c^{2}=\left(\gamma -1\right)\,m_{0}c^{2}}
che per piccole velocità (v << c) è approssimativamente uguale all'espressione classica dell'energia cinetica,
{\displaystyle K={\frac {1}{2}}\,m_{0}v^{2}}.
Si può mostrare che le due formule concordano sviluppando {\displaystyle \gamma }
{\displaystyle \gamma \equiv {\frac {c}{\sqrt {c^{2}-v^{2}}}}={\frac {1}{\sqrt {1-(v/c)^{2}}}}={\frac {1}{\sqrt {1-\beta ^{2}}}}}
in serie di Taylor, in funzione di {\displaystyle \beta =v/c}:
{\displaystyle \gamma (\beta )=1+{\frac {1}{2}}\beta ^{2}+{\frac {3}{8}}\beta ^{4}+{\frac {5}{16}}\beta ^{6}+{\frac {35}{128}}\beta ^{8}+\cdots }
Arrestando lo sviluppo al prim'ordine
{\displaystyle \gamma \,\simeq \,1+{\frac {1}{2}}\beta ^{2}=1+{\frac {1}{2}}\left({\frac {v}{c}}\right)^{2}}
ed inserendolo nell'equazione iniziale, si ottiene un'approssimazione all'espressione classica dell'energia cinetica: 
{\displaystyle K=\left(\gamma -1\right)\,m_{0}c^{2}\simeq {\frac {1}{2}}\left({\frac {v}{c}}\right)^{2}m_{0}c^{2}\simeq {\frac {1}{2}}\,m_{0}v^{2}}.
L'espressione dell'energia cinetica relativistica è quindi equivalente a quella classica per basse velocità v rispetto a c. Questo mostra come la relatività ristretta sia una teoria più generale rispetto alla meccanica classica, che rientra nella meccanica relativistica come caso particolare.

## Massa invariante
(Eugene Hecht, 2009)
La massa relativistica non è più usata nel linguaggio relativistico odierno, in quanto potenziale espressione dell'errore concettuale per cui la massa, piuttosto che l'inerzia, vari con la velocità. Per questa ragione oggi si indica con m (che coincide numericamente con la massa a riposo {\displaystyle m_{0}}) la massa invariante a ogni velocità v < c in un dato sistema di riferimento inerziale S. Essendo relativisticamente invariante, tale massa m conserva il proprio valore non solo nel sistema di riferimento inerziale S, ma anche in qualsiasi altro sistema di riferimento inerziale S' in moto a velocità costante v' rispetto a S.
Nel sistema di riferimento S l'equivalenza massa-energia si scrive {\displaystyle E=\gamma \,mc^{2}} per un oggetto in moto con velocità v < c oppure {\displaystyle E_{0}=mc^{2}} se in quiete ({\displaystyle \gamma =1}).
| Massa invariante | {\displaystyle m}                 |
| Energia a riposo | {\displaystyle E_{0}=mc^{2}}      |
| Energia totale   | {\displaystyle E=\gamma \,mc^{2}} |

Poiché la massa invariante, a differenza di quella relativistica, non dipende dalla velocità del corpo, il concetto classico di massa, coincidente con la definizione newtoniana di costante di proporzionalità fra la forza applicata a un corpo e l'accelerazione risultante, è nuovamente appropriato. La versione relativistica del secondo principio della dinamica diventa ora
{\displaystyle {\vec {F}}=m\,{\frac {d}{dt}}(\gamma {\vec {v}})}.
Avendo riunificato, con l'introduzione della massa invariante, il concetto di massa, è concettualmente legittimo interpretare l'energia a riposo {\displaystyle E_{0}=mc^{2}} come il limite per {\displaystyle \gamma \to 1} (ovvero per {\displaystyle v\to 0} ) dell'energia relativistica totale {\displaystyle E=\gamma \,mc^{2}}. La relazione tra queste due energie e la quantità di moto relativistica (definita nel 1906 da Max Planck come {\displaystyle p=\gamma \,mv}) è data da
{\displaystyle E=E_{0}+K=mc^{2}+(\gamma -1)\,mc^{2}=\gamma \,m\,c^{2}={\sqrt {p^{2}c^{2}+m^{2}c^{4}}}}
Questa notazione è sempre più diffusa tra i fisici contemporanei, mentre quella con la massa a riposo {\displaystyle m_{0}} e la massa relativistica {\displaystyle m} dipendente dalla velocità riveste un significato prevalentemente storico. Lo stesso Einstein utilizzò la formula con la massa invariante
{\displaystyle E={\frac {mc^{2}}{\sqrt {1-{\frac {v^{2}}{c^{2}}}}}}}
in un manoscritto del 1912.
In una lettera del 19 giugno 1948 all'editore Lincoln Burnett (autore di un'introduzione divulgativa alla relatività dal titolo The Universe and Doctor Einstein), Einstein scrisse: «Non è bene introdurre il concetto di massa {\displaystyle M=m/(1-v^{2}/c^{2})^{1/2}} di un corpo in movimento, perché di essa non può essere data una definizione chiara. È meglio non parlare di altri concetti di massa che non siano quello della massa a riposo m. Piuttosto che introdurre M, è meglio menzionare l'espressione della quantità di moto e dell'energia di un corpo in movimento».

## Aspetti storici
Einstein non fu il solo né il primo ad aver messo in relazione l'energia con la massa, ma fu il primo a presentare questa relazione come parte di una teoria generale e ad aver dedotto tale formula nel quadro della relatività ristretta.  Va tuttavia osservato che alcune derivazioni di Einstein (1906 e 1950), Planck (1907) e Rohrlich (1990) non richiedono alcun concetto relativistico, essendo l'equazione {\displaystyle E_{0}=m_{0}c^{2}} ottenibile anche combinando risultati della meccanica classica e dell'elettromagnetismo.

### Luce e materia da Newton a Soldner (1704-1804)
L'idea di un'equivalenza, convertibilità o effetto della materia sulla radiazione risale già a Isaac Newton. Nel quesito 30 dell'Opticks scrisse: «I corpi pesanti e la luce sono convertibili gli uni negli altri.» («Gross bodies and light are convertible into one another.»). Sempre nell'Opticks disse di credere che la gravità possa deflettere la luce. Queste affermazioni non risultano stupefacenti se si considera che Newton riteneva la luce formata da corpuscoli materiali (teoria corpuscolare della luce).
Nel 1783 John Michell, docente a Cambridge, suggerì in una lettera a Henry Cavendish (successivamente pubblicata nei rendiconti della Royal Society) che stelle sufficientemente massive e compatte avrebbero trattenuto la luce a causa del loro intenso campo gravitazionale. La velocità di fuga dal corpo celeste sarebbe potuta risultare superiore alla velocità della luce, dando luogo a quella che egli chiamò una "stella oscura" (dark star), oggi nota come buco nero. Nel 1798 Pierre-Simon de Laplace riportò quest'idea nella prima edizione del suo Traité de mécanique céleste.
Johann von Soldner fu tra i primi ad avanzare l'ipotesi che la luce, in base alla teoria corpuscolare di Newton, possa subire una deviazione quando passa in prossimità di un corpo celeste. In un articolo del 1801, pubblicato nel 1804, calcolò il valore della deviazione di un raggio luminoso proveniente da una stella quando passa in prossimità del Sole. Il valore angolare da lui trovato era la metà di quello calcolato da Einstein nel 1915 utilizzando la relatività generale. Sulla misura di tale effetto durante un'eclisse totale di Sole si baserà la più importante conferma sperimentale della relatività generale, ottenuta da Arthur Eddington nel 1919.

### L'etere come causa dell'equivalenza massa-energia (1851-1904)
Julius Robert von Mayer (1814 - 1878) usò {\displaystyle mc^{2}} nel 1851 per esprimere la pressione esercitata dell'etere su un corpo di massa {\displaystyle m}:
«Se una massa {\displaystyle m}, originariamente a riposo, mentre attraversa lo spazio efficace {\displaystyle s}, sotto l'influenza e nella direzione della pressione {\displaystyle p}, acquisisce la velocità {\displaystyle c}, abbiamo {\displaystyle ps=mc^{2}}. Tuttavia, poiché ogni produzione di movimento implica l'esistenza di una pressione (o di una trazione) e uno spazio efficace (e anche l'esaurimento di almeno uno di questi fattori, lo spazio effettivo), ne consegue che il movimento non può mai entrare in esistenza tranne al costo di questo prodotto, {\displaystyle ps=mc^{2}}.»
Samuel Tolver Preston (1844 - 1917), ingegnere e fisico inglese, pubblicò nel 1875 il libro Physics of the Ether con l'intento di sostituire la nozione newtoniana d'azione a distanza, ritenuta spiritualistica, con il concetto meccanico di etere. L'energia implicata nel seguente esempio citato da Preston equivale a {\displaystyle mc^{2}}:
«Per dare un'idea, in primo luogo, dell'enorme intensità del deposito di energia raggiungibile per mezzo di quell'esteso stato di suddivisione della materia che rende praticabile un'alta velocità normale, si può calcolare che [...] una quantità di materia che rappresenta una massa di un chicco munita della velocità delle particelle di etere, racchiude una quantità di energia che, se interamente utilizzata, sarebbe capace di proiettare un peso di centomila tonnellate ad un'altezza di quasi due miglia (1,9 miglia).»
Olinto de Pretto (1857 - 1921), agronomo, geologo e astronomo italiano, nel novembre del 1903 presentò al Reale Istituto Veneto di Scienze, Lettere ed Arti un saggio dal titolo Ipotesi dell'etere nella vita dell'universo, pubblicato il 27 febbraio 1904, assieme ad una lettera dell'astronomo Giovanni Schiaparelli. Nella memoria si tentava, con diverse argomentazioni, di dare una spiegazione teorica alla natura dell'etere e alla forza gravitazionale, riprendendo quasi integralmente le tesi di George-Louis Lesage. Tra gli argomenti trattati figurano l'energia dell'etere e l'energia latente nella materia. È stato osservato che «De Pretto [...] non va considerato né un precursore della relatività [...] né esattamente della {\displaystyle E_{0}=m_{0}c^{2}} [...] ma [...] comunque esprimente appieno l'intuizione dell'esistenza di un'energia latente nella materia» proporzionale al quadrato della velocità della luce nel vuoto.

### La massa elettromagnetica dell'elettrone (1881-1906)
Nei primi anni del XX secolo molti fisici aderirono ad una teoria elettromagnetica della natura, che riteneva le leggi dell'elettromagnetismo di Maxwell più fondamentali di quelle meccaniche di Newton. In questo contesto vennero svolte ricerche per attribuire ad effetti elettromagnetici l'origine della massa della materia.
Oggetti carichi possiedono una inerzia maggiore rispetto agli stessi corpi scarichi. Ciò si spiega con una interazione delle cariche elettriche in moto con il campo da esse stesse generato, detta reazione di campo; l'effetto è interpretabile come un aumento della massa inerziale del corpo ed è ricavabile dalle equazioni di Maxwell.
Nel 1881 Joseph John Thomson, che nel 1896 scoprirà l'elettrone, fece un primo tentativo di calcolare il contributo elettromagnetico alla massa. Una sfera carica in moto nello spazio (che si riteneva riempito dall'etere luminifero, con una sua induttanza {\displaystyle L}) risulta più difficile da mettere in moto rispetto a un corpo privo di carica (caso analogo all'inerzia dei corpi nei fluidi, studiata da George Gabriel Stokes nel 1843). A causa dell'auto-induzione, l'energia elettrostatica sembra mostrare una sua quantità di moto e una massa elettromagnetica {\displaystyle m_{\rm {em}}} che fa aumentare la massa a riposo {\displaystyle m_{0}} dei corpi carichi in movimento. Thomson calcolò il campo magnetico generato da una sfera elettricamente carica in movimento, mostrando che tale campo induce un'inerzia (massa) sulla sfera stessa. Il risultato di Thomson dipende dal raggio, dalla carica e dalla permeabilità magnetica della sfera. Nel 1889 Oliver Heaviside generalizzò il risultato di Thomson, mostrando che la massa elettromagnetica risulta essere
{\displaystyle m_{\rm {em}}={\frac {4}{3}}\,{\frac {E_{\rm {em}}}{c^{2}}}},
dove {\displaystyle E_{\rm {em}}} è l'energia del campo elettrico della sfera. Chiaramente questo risultato si applica solo ad oggetti carichi e in movimento, quindi non ad ogni corpo dotato di massa. Fu tuttavia il primo serio tentativo di connettere massa ed energia. Ulteriori lavori, che contribuirono a definire la massa elettromagnetica dell'elettrone (classicamente visto come una piccola sfera carica elettricamente), vennero da Joseph John Thomson (1893), George Frederick Charles Searle (1864 - 1954), fisico inglese, (1897), 
Walter Kaufmann (1901), Max Abraham (1902, 1904 e 1905) ed Hendrik Lorentz (1892, 1899 e 1904).
Nel 1893 Joseph John Thomson notò che l'energia e quindi la massa dei corpi carichi dipendono dalla loro velocità, e che la velocità della luce costituisce una velocità limite: «una sfera carica che si muove alla velocità della luce si comporta come se la sua massa fosse infinita [...] in altre parole è impossibile aumentare la velocità di un corpo carico che si muove in un dielettrico oltre quella della luce.» Nel 1897 il fisico inglese George Frederick Charles Searle (1864 - 1954) fornì una formula per l'energia elettromagnetica di una sfera carica in movimento, confermando le conclusioni di Thomson. Walter Kaufmann nel 1901 e Max Abraham nel 1902 calcolarono la massa elettromagnetica di corpi carichi in movimento.  Abraham si accorse però che tale risultato era valido solo nella direzione di moto longitudinale rispetto all'etere e definì quindi anche una massa elettromagnetica trasversale {\displaystyle m_{T}} oltre a quella longitudinale {\displaystyle m_{L}}. Hendrik Lorentz, nel 1899 e nel 1904, produsse due articoli sulla teoria dell'elettrone di Lorentz, che prevedeva una contrazione delle lunghezze nella direzione del moto. La massa longitudinale e quella trasversale dipendevano (Lorentz 1904) dalla velocità in due modi diversi:
{\displaystyle m_{L}={\gamma }^{3}\,m_{\rm {em}},\quad m_{T}=\gamma \,m_{\rm {em}}}
dove {\displaystyle \gamma } è il fattore di Lorentz
{\displaystyle \gamma ={\frac {1}{\sqrt {1-(v/c)^{2}}}}}.
Nell'ambito della teoria elettromagnetica della natura, Wilhelm Wien (noto per i suoi lavori del 1896 sullo spettro del corpo nero) nel 1900 e Max Abraham nel 1902 giunsero indipendentemente alla conclusione che l'intera massa {\displaystyle m} dei corpi è dovuta ad effetti elettromagnetici, e coincide quindi con la massa elettromagnetica {\displaystyle m_{\rm {em}}}. Nel 1906 Henri Poincaré sostenne che la massa è un effetto del campo elettrico che agisce nell'etere luminifero, implicando che non esiste realmente alcuna massa. Quindi, siccome la materia è inseparabilmente connessa alla sua massa, secondo Poincaré anche la materia non esiste: gli elettroni sarebbero solamente concavità nell'etere. 
Tuttavia ben presto si dovette rinunciare all'idea di una massa puramente elettromagnetica dell'elettrone.  Nel 1904 Max Abraham sostenne che era necessaria anche un'energia non elettromagnetica (in misura pari ad {\displaystyle (1/3)E_{\rm {em}}}) per evitare che l'elettrone contrattile di Lorentz esplodesse. L'anno dopo - contraddicendo le sue tesi del 1902 - dubitò della possibilità di sviluppare un modello consistente dell'elettrone su basi esclusivamente elettromagnetiche.
Per risolvere i problemi della teoria dell'elettrone di Lorentz, nel 1905 e nel 1906 Henri Poincaré introdusse un termine correttivo ("Poincaré stresses") di natura non elettromagnetica. Come già sostenuto da Abraham, il contributo non elettromagnetico secondo Poincaré risulta pari a
{\displaystyle E_{\rm {po}}={\frac {1}{3}}\,E_{\rm {em}}={\frac {1}{4}}\,E_{0}}.
Lo stress di Poincaré - che risolve il problema dell'instabilità dell'elettrone di Lorentz - resta inalterato per trasformazioni di Lorentz (ovvero è Lorentz invariante). Era interpretato come la ragione dinamica della contrazione di Lorentz-FitzGerald della dimensione longitudinale dell'elettrone.
Restava da capire l'origine del fattore 4/3 che compare nella massa elettromagnetica {\displaystyle m_{\rm {em}}} di Heaviside, derivabile anche dalle equazioni di 
Abraham–Lorentz dell'elettrone. Se si calcola il contributo puramente elettrostatico alla massa elettromagnetica dell'elettrone, il termine 4/3 scompare:
{\displaystyle m_{\rm {es}}={\frac {E_{\rm {em}}}{c^{2}}}},
mettendo in luce l'origine dinamica del contributo non elettromagnetico {\displaystyle E_{\rm {po}}}:
{\displaystyle m_{\rm {em}}-m_{\rm {es}}={\frac {4}{3}}\,{\frac {E_{\rm {em}}}{c^{2}}}-{\frac {E_{\rm {em}}}{c^{2}}}={\frac {1}{3}}\,{\frac {E_{\rm {em}}}{c^{2}}}={\frac {E_{\rm {po}}}{c^{2}}}}.
Tenendo conto del termine non elettromagnetico di Poincaré, le relazioni tra le diverse masse ed energie diventano:
{\displaystyle m_{\rm {em}}={\frac {4}{3}}\,m_{\rm {es}}={\frac {4}{3}}\,{\frac {E_{\rm {em}}}{c^{2}}}={\frac {E_{\rm {em}}+{\frac {E_{\rm {em}}}{3}}}{c^{2}}}={\frac {E_{\rm {em}}+E_{\rm {po}}}{c^{2}}}={\frac {E_{0}}{c^{2}}}}.
Quindi il fattore 4/3 compare quando la massa elettromagnetica {\displaystyle m_{\rm {em}}} viene riferita all'energia elettromagnetica {\displaystyle E_{\rm {em}}}, mentre scompare se si considera l'energia a riposo {\displaystyle E_{0}}: 
{\displaystyle m_{\rm {em}}={\frac {4}{3}}\,{\frac {E_{\rm {em}}}{c^{2}}}={\frac {E_{0}}{c^{2}}}}
Le formule precedenti - nonostante contengano il termine non elettromagnetico {\displaystyle E_{\rm {po}}} - identificano, come sostenuto da Poincaré, la massa a riposo dell'elettrone con la massa elettromagnetica: {\displaystyle m_{\rm {em}}=E_{0}/c^{2}} e presentano quindi un evidente problema interpretativo, che richiederà molti anni per essere risolto.
Max von Laue nel 1911 mostrò che, a causa del fattore 4/3, il quadrimpulso relativistico non si comporta come un quadrivettore nello spaziotempo di Minkowski. Anche von Laue utilizzò lo stress di Poincaré {\displaystyle E_{\rm {po}}}, ma dimostrò con un formalismo rigorosamente relativistico che vi sono ulteriori componenti di stress e forze. Per sistemi spazialmente estesi come l'elettrone di Lorentz, in cui si hanno sia energie elettromagnetiche sia non elettromagnetiche, il risultato complessivo è che forze e momenti si trasformano correttamente come quadrivettori che formano un sistema chiuso. Nel formalismo di von Laue il fattore 4/3 si manifesta solo se si considera la massa elettromagnetica: 
{\displaystyle m_{\rm {em}}={\frac {4}{3}}\,{\frac {E_{\rm {em}}}{c^{2}}}}.
Invece nel sistema complessivo la massa a riposo {\displaystyle m_{0}} e l'energia risultano connesse dalla formula di Einstein, il cui fattore è uguale a 1:
{\displaystyle m_{0}={\frac {E_{0}}{c^{2}}}}.
La definitiva soluzione al problema dei 4/3 fu trovata, nell'arco di oltre 60 anni, da ben quattro autori diversi: Enrico Fermi (1922),
Paul Dirac (1938), Fritz Rohrlich (1921 - 2018), fisico americano, (1960), Julian Schwinger (1983). Divenne chiaro che la stabilità dell'elettrone e la presenza del fattore 4/3 nella massa elettromagnetica sono problemi diversi. Venne inoltre dimostrato che le precedenti definizioni dei quadrimpulsi erano intrinsecamente non relativistiche. Ridefinendoli nella forma relativisticamente corretta di quadrivettori, anche la massa elettromagnetica viene scritta come
{\displaystyle m_{\rm {em}}={\frac {E_{\rm {em}}}{c^{2}}}}
e quindi il fattore 4/3 scompare completamente. Ora non solo il sistema chiuso nella sua totalità, ma ogni parte del sistema si trasforma correttamente come un quadrivettore.  Forze di legame come gli stress di Poincaré sono ancora necessarie per evitare che, per repulsione coulombiana, l'elettrone esploda. Ma si tratta ora di un problema di stabilità dinamica, del tutto distinto dalle formule d'equivalenza massa-energia.

### La massa della radiazione elettromagnetica: Poincaré (1900 e 1904)
La pressione di radiazione o tensione del campo elettromagnetico 
{\displaystyle P={\frac {\phi (E)}{c}}},
con {\displaystyle \phi (E)} flusso d'energia elettromagnetica, fu introdotta da James Clerk Maxwell nel 1874 e da Adolfo Bartoli nel 1876.
Nel 1895 Hendrik Lorentz riconobbe che tali tensioni del campo elettromagnetico si debbono manifestare anche nella teoria dell'etere luminifero stazionario da lui proposta. Ma se l'etere è in grado di mettere in moto dei corpi, per il principio d'azione e reazione anche l'etere deve essere messo in moto dai corpi materiali. Tuttavia il moto di parti dell'etere è in contraddizione con la caratteristica fondamentale dell'etere, che deve essere immobile. Quindi, per mantenere l'immobilità dell'etere, Lorentz ammetteva esplicitamente un'eccezione al principio d'azione e reazione.
Nel 1900 Henri Poincaré analizzò il conflitto tra il principio d'azione e reazione e l'etere di Lorentz. Mediante l'esperimento mentale della scatola di Poincaré (descritta nella Sezione Derivazioni non relativistiche di Einstein (1906 e 1950)) cercò di capire se il baricentro o centro di massa  di un corpo si muova ancora a velocità uniforme quando sono coinvolti campo elettromagnetico e radiazione. Notò che il principio d'azione e reazione non vale per la sola materia, in quanto il campo elettromagnetico ha una sua quantità di moto (già derivata anche da Joseph John Thomson nel 1893, ma in maniera più complicata). Poicaré concluse che il campo elettromagnetico agisce come un fluido fittizio con una massa equivalente a 
{\displaystyle m_{\rm {em}}={\frac {E_{\rm {em}}}{c^{2}}}}.
Se il centro di massa  è definito usando sia la massa m della materia sia la massa {\displaystyle m_{\rm {em}}} del fluido fittizio, e se quest'ultimo non viene né creato né distrutto, allora il moto del centro di massa  risulta uniforme.  Ma il fluido elettromagnetico non è indistruttibile, in quanto può essere assorbito dalla materia (per questo motivo Poincaré aveva chiamato il fluido fittizio anziché reale). Quindi il principio d'azione e reazione verrebbe ancora violato dall'etere di Lorentz. La soluzione al problema (equivalenza massa-energia) sarà trovata da Einstein col suo articolo del 1905: la massa del campo elettromagnetico viene trasferita alla materia nel processo d'assorbimento. Ma Poincaré formulò invece una diversa ipotesi, assumendo che in ogni punto dello spazio esista un fluido immobile d'energia non-elettromagnetica, dotato di una massa proporzionale alla sua energia. Quando il fluido fittizio elettromagnetico è emesso o assorbito, la sua massa/energia non è emessa o assorbita dalla materia, ma viene invece trasferita al fluido non-elettromagnetico, rimanendo esattamente nella stessa posizione. Con questa improbabile ipotesi, il moto del centro di massa del sistema (materia + fluido fittizio elettromagnetico + fluido fittizio non-elettromagnetico) risulta uniforme.
Tuttavia - siccome solo la materia e la radiazione elettromagnetica, ma non il fluido 
non-elettromagnetico, sono direttamente osservabili in un esperimento - quando si considera empiricamente un processo d'emissione o assorbimento, la soluzione proposta da Poicaré viola ancora il principio d'azione e reazione. Ciò conduce ad esiti paradossali quando si cambia il sistema di riferimento. Studiando l'emissione di radiazione da un corpo e il rinculo dovuto alla quantità di moto del fluido fittizio, Poincaré notò che una trasformazione di Lorentz (al primo ordine in v/c) dal sistema di riferimento del laboratorio al sistema di riferimento del corpo in movimento risulta conservare l'energia, ma non la quantità di moto. Ciò comporterebbe la possibilità di un moto perpetuo, ovviamente impossibile. Inoltre le leggi di natura sarebbero differenti nei due diversi sistemi di riferimento, ed il principio di relatività sarebbe violato.  Concluse quindi che nell'etere debba agire un altro sistema di compensazione, diverso da quello dei fluidi fittizi.
Poincaré tornò sull'argomento nel 1904, rifiutando la soluzione da lui proposta nel 1900 che movimenti nell'etere possano compensare il moto di corpi materiali, perché simili ipotesi sono sperimentalmente inosservabili e quindi scientificamente inutili. Abbandonò inoltre l'idea di un'equivalenza massa-energia e a proposito del rinculo dei corpi materiali che emettono radiazione elettromagnetica scrisse: «L'apparato rinculerà come se un cannone avesse sparato un proiettile, contraddicendo il principio di Newton, poiché il proiettile in questo caso non è massa, è energia.»

### La massa della radiazione di corpo nero: Hasenöhrl (1904-1905) e Planck (1907)
L'idea di Poincaré d'associare una massa e una quantità di moto alla radiazione elettromagnetica si dimostrò feconda. Nel 1902 Max Abraham introdusse il termine "momento elettromagnetico" con densità di campo pari a {\displaystyle E_{\rm {em}}/c^{2}} per cm³ e {\displaystyle E_{\rm {em}}/c} per cm2. Al contrario di Lorentz e Poincaré, che lo consideravano fittizio, Abraham sostenne che fosse un ente fisico reale, che consentiva la conservazione complessiva della quantità di moto.
Nel 1904 Friedrich Hasenöhrl, studiando la dinamica di un corpo nero in movimento, associò il concetto d'inerzia alla radiazione elettromagnetica della cavità.
Hasenöhrl suggerì che parte della massa del corpo (che denominò massa apparente) può essere attribuita alla radiazione che rimbalza dentro la cavità. Siccome ogni corpo riscaldato emette radiazione elettromagnetica, la massa apparente della radiazione dipende dalla temperatura e risulta proporzionale alla sua energia: {\displaystyle m_{\rm {ap}}=(8/3)E/c^{2}}.  Abraham corresse questo risultato di Hasenöhrl: in base alla definizione del "momento elettromagnetico" e della massa elettromagnetica longitudinale {\displaystyle m_{L}={\gamma }^{3}\,m_{\rm {em}}}, il valore della costante di proporzionalità avrebbe dovuto essere 4/3:
{\displaystyle m_{\rm {ap}}={\frac {4}{3}}\,{\frac {E}{c^{2}}}},
come per la massa elettromagnetica {\displaystyle m_{\rm {em}}} di un corpo elettricamente carico in movimento. Nel 1905 Hasenöhrl rifece i calcoli, confermando il risultato di Abraham. Notò inoltre la similarità tra la massa apparente {\displaystyle m_{\rm {ap}}} di un corpo nero e quella elettromagnetica {\displaystyle m_{\rm {em}}} di un corpo carico. Circa il termine 4/3 e la sua successiva eliminazione, si veda la parte finale della Sezione La massa elettromagnetica dell'elettrone (1881-1906).
Nel 1907 Max Planck, generalizzando il lavoro di Hasenöhrl, fornì una derivazione non relativistica della formula {\displaystyle \Delta E=\Delta m\,c^{2}}: «mediante ogni assorbimento o emissione di calore la massa inerziale di un corpo si modifica, e l'incremento di massa è sempre uguale alla quantità di calore [...] divisa per il quadrato della velocità della luce nel vuoto.»

### Derivazioni relativistiche di Einstein (1905 e 1907)
(Eugene Hecht, 2009)
Nel suo articolo del 1905 "L'inerzia di un corpo dipende dal suo contenuto di energia?" (entrato a far parte della raccolta chiamata Annus Mirabilis Papers), Einstein non utilizzò i simboli che diverranno usuali solo dal 1912. In quell'articolo esaminò la diminuzione dell'energia di un corpo in quiete per emissione di radiazione in due direzioni opposte (al fine di garantire la conservazione della quantità di moto totale). Giunse all'equazione: 
{\displaystyle \Delta m_{0}=-{\frac {L}{V^{2}}}}
dove {\displaystyle V} è la velocità della luce nel vuoto ed {\displaystyle L} rappresenta l'energia elettromagnetica irraggiata, proporzionale alla perdita di massa da parte del corpo immobile. Nel formalismo relativistico successivo al 1912 tale relazione sarebbe stata scritta come:
{\displaystyle \Delta m_{0}=-{\frac {E_{em}}{c^{2}}}}
Einstein generalizzò quindi il concetto affermando che:
«Se un corpo perde energia L sotto forma di radiazioni, la sua massa diminuisce di L/V². Il fatto che l'energia sottratta al corpo diventi energia di radiazione non fa alcuna differenza, perciò siamo portati alla più generale conclusione che la massa di qualunque corpo è la misura del suo contenuto di energia; se l'energia varia di L, la massa varia nello stesso senso di {\displaystyle L\,/\,(9\times 10^{20})}, misurando l'energia in erg e la massa in grammi.»
In queste parole c'è la chiara consapevolezza di Einstein circa la validità universale della sua scoperta.
Nella parte finale dell'articolo, Einstein suggerì d'indagare il radio, un elemento radioattivo, per verificare l'equivalenza massa-energia nel caso d'emissione radioattiva: «Non è impossibile che nei corpi nei quali il contenuto in energia sia variabile in sommo grado (per esempio nei sali di radio) la teoria possa essere sperimentata con successo.». In effetti, sarà proprio nel campo della fisica nucleare che si avranno sistematiche conferme della validità delle equazioni {\displaystyle E=mc^{2}} ed {\displaystyle E_{0}=m_{0}c^{2}}.
(Max Jammer, 1961)
Nel 1907 Einstein tornò sulla derivazione relativistica dell'equivalenza massa-energia, a riprova del fatto che non considerasse quella del 1905 come definitiva. La formula che viene ricavata in diverse situazioni d'interesse fisico è
{\displaystyle \mu ={\frac {E_{0}}{V^{2}}}}
dove {\displaystyle V} è la velocità della luce nel vuoto e «{\displaystyle \mu } denota la massa (nel senso usuale del termine) di un corpo rigido». Nel formalismo relativistico successivo al 1912, tale relazione diventa
{\displaystyle m_{inv}={\frac {E_{0}}{c^{2}}}}
in cui si fa esplicito riferimento all'energia a riposo {\displaystyle E_{0}} e alla massa newtoniana, ovvero alla massa invariante {\displaystyle m_{inv}}.

### Derivazioni non relativistiche di Einstein (1906 e 1950)
Nel 1906 Einstein fornì una derivazione non relativistica, basata solo sulle leggi della meccanica e dell'elettromagnetismo, della formula {\displaystyle \Delta m_{0}=-E_{em}/c^{2}} pubblicata l'anno precedente. La dimostrazione utilizzava la scatola di Poincaré (introdotta da Henri Poincaré nel 1900) e il nuovo risultato risulta approssimato al prim'ordine in (v/c). 
La derivazione di Einstein fu modificata da Max Born in due suoi libri, pubblicati rispettivamente nel 1920 e nel 1925. La dimostrazione di Born viene qui riportata in una versione elaborata dai fisici italiani Enrico Smargiassi e Gianluca Introzzi (intermittenza dell'emettitore {\displaystyle S} e formalismo più dettagliato), in modo da introdurre il moto perpetuo come esito paradossale che richiede l'equivalenza massa-energia {\displaystyle m_{em}=E_{em}/c^{2}} per essere eliminato. 
Si abbia una scatola a forma di parallelepipedo isolata, non soggetta a forze o attriti esterni e ferma rispetto ad un riferimento inerziale. All'interno sono fissati, sulle due pareti minori, una sorgente direzionale di luce intermittente {\displaystyle S} a sinistra ed un assorbitore {\displaystyle A} a destra, di ugual massa e distanti {\displaystyle l} tra loro. La massa complessiva del sistema scatola, emettitore e assorbitore sia {\displaystyle M}. Se {\displaystyle E_{em}} è l'energia di un segnale luminoso, il momento associato risulta essere {\displaystyle p=E_{em}/c} (si veda la seconda dimostrazione, più sotto, per la sua derivazione). L'emissione del segnale luminoso verso destra da parte della sorgente {\displaystyle S} produce un rinculo della scatola verso sinistra. Il momento lineare della scatola è {\displaystyle q=Mv}, dove {\displaystyle v} è la sua velocità di spostamento. La scatola continuerà a muoversi verso sinistra, fino a che il segnale luminoso non sarà assorbito dall'assorbitore {\displaystyle A}. Il momento lineare {\displaystyle p} trasferito dalla luce all'assorbitore compenserà esattamente quello {\displaystyle q} della scatola, arrestando il movimento del sistema. Il risultato netto sarà uno spostamento della scatola verso sinistra di una distanza {\displaystyle x=v\,t}.
Dalla conservazione della quantità di moto ( {\displaystyle {\vec {p}}+{\vec {q}}=p-q=0}) scritta esplicitamente:
{\displaystyle {\frac {E_{em}}{c}}-Mv=0}
si ricava la velocità della scatola:
{\displaystyle v={\frac {E_{em}}{cM}}}.
Il tempo {\displaystyle t} è quello di volo del segnale luminoso dalla sorgente {\displaystyle S} all'assorbitore {\displaystyle A}:
{\displaystyle t={\frac {l-x}{c}}}.
Approssimare il suo valore con
{\displaystyle t\simeq {\frac {l}{c}}}
equivale ad assumere {\displaystyle (l-x)/l=1}, quindi {\displaystyle (c-v)/c=1}, ovvero a trascurare termini correttivi dell'ordine di {\displaystyle v/c}. Allora in un'approssimazione al prim'ordine si ha:
{\displaystyle x=v\,t\simeq {\frac {l}{M}}\,{\frac {E_{em}}{c^{2}}}}.
Tale risultato è paradossale: un sistema isolato fermo in un riferimento inerziale non può spostare il proprio centro di massa (sarebbe equivalente ad uscire dalle sabbie mobili tirandosi per i propri capelli, come raccontava d'aver fatto il barone di Münchhausen).
L'emissione di un secondo segnale luminoso sposterà ulteriormente la scatola a sinistra di una lunghezza {\displaystyle x}. Continuando l'emissione e l'assorbimento di segnali luminosi nella scatola, sembrerebbe possibile ottenerne lo spostamento per distanze arbitrariamente grandi, senza che nessun altro cambiamento avvenga dentro la scatola o nelle sue vicinanze. Sarebbe la realizzazione del moto perpetuo, ovviamente impossibile. I due apparenti paradossi (spostamento del centro di massa e moto perpetuo) scompaiono se si tien conto dell'equivalenza massa-energia di Einstein. Con l'emissione del segnale luminoso, l'emettitore {\displaystyle S} perde l'energia {\displaystyle E_{em}}, e quindi si ha una differenza di massa {\displaystyle \Delta m_{0}} (per ora incognita, ma certamente negativa). Similmente, l'energia e quindi la massa dell'assorbitore {\displaystyle A} aumentano delle stesse quantità dopo l'assorbimento. Definiamo la massa associata alla radiazione emessa {\displaystyle (m_{em}>0)} a partire dal difetto di massa {\displaystyle (\Delta m_{0}<0)} della sorgente {\displaystyle S}:
{\displaystyle m_{em}=-\Delta m_{0}}.
Per la conservazione della quantità di moto, il momento lineare totale dovuto allo spostamento delle due masse {\displaystyle M} ed {\displaystyle m_{em}} durante il tempo di volo {\displaystyle t} della luce deve essere nullo:
{\displaystyle m_{em}c-Mv=0}
{\displaystyle m_{em}{\frac {l}{t}}-M{\frac {x}{t}}=0}
{\displaystyle m_{em}l-Mx=0}
da cui si ricava
{\displaystyle m_{em}={\frac {M}{l}}\,x}.
Lo spostamento {\displaystyle x} dovuto alle due masse deve uguagliare esattamente quello prodotto dall'impulso della radiazione. 
Sostituendo nella relazione precedente il valore approssimato di {\displaystyle x}, dovuto all'impulso radiativo, si ottiene infine
{\displaystyle m_{em}\simeq {\frac {E_{em}}{c^{2}}}}
ovvero
{\displaystyle \Delta m_{0}\simeq -{\frac {E_{em}}{c^{2}}}}.
Va osservato che tutti i risultati formali ottenuti da Einstein nel 1906 erano già stati anticipati da Poincaré sei anni prima (vedi La massa della radiazione elettromagnetica: Poincaré (1900 e 1904)). Tuttavia, anche per l'equivalenza massa-energia, si è ripetuto quanto avvenuto nel 1905 per l'etere: Poincaré aveva svolto e pubblicato prima di Einstein i calcoli relativi alla cinematica relativistica, fermandosi però ad un passo dall'affermare la non esistenza dell'etere. Quel passo, decisivo e rischioso ad un tempo, sarà fatto da Einstein nell'articolo del 1905 Sull'elettrodinamica dei corpi in movimento: «L'introduzione di un "etere luminifero" si rivelerà superflua in quanto, secondo l'interpretazione sviluppata, non si introduce uno "spazio assoluto in quiete" dotato di proprietà speciali [...]» La stessa dinamica si ripete con l'equivalenza massa-energia: Poincaré dopo il 1904 preferisce convivere con esiti paradossali (possibilità del moto perpetuo, non conservazione della quantità di moto, violazione del principio di relatività) pur di mantenere la tradizionale distinzione tra massa ed energia. La scelta risolutiva di unificare i due concetti, fatta da Einsten col lavoro del 1905 "L'inerzia di un corpo dipende dal suo contenuto di energia?", sarà da lui ribadita nel 1906 utilizzando come esperimento mentale proprio quella scatola di Poincaré introdotta nel 1900 dal fisico-matematico francese.
Un altro modo di derivare l'equivalenza massa-energia è basato sulla pressione di radiazione o tensione del campo elettromagnetico, introdotta da James Clerk Maxwell nel 1874 e da Adolfo Bartoli nel 1876. Nel 1950 Albert Einstein attribuì l'origine della formula {\displaystyle E=mc^{2}} alle equazioni di campo di Maxwell. La pressione di radiazione è
{\displaystyle P={\frac {\phi (E)}{c}}}
dove {\displaystyle \phi (E)} è il flusso d'energia elettromagnetica. Siccome
{\displaystyle P={\frac {F}{S}}={\frac {1}{cS}}\,{\frac {dE}{dt}}={\frac {\phi (E)}{c}}}
con {\displaystyle dE/dt} tasso di variazione dell'energia ricevuta dal corpo, la forza {\displaystyle F} esercitata su un corpo assorbente della radiazione elettromagnetica risulta essere
{\displaystyle F={\frac {1}{c}}\,{\frac {dE}{dt}}}.
D'altra parte, per la quantità di moto {\displaystyle p}  assorbita dal corpo, vale
{\displaystyle F={\frac {dp}{dt}}}.
Dal confronto tra le due equazioni si ricava
{\displaystyle {\frac {dp}{dt}}={\frac {1}{c}}\,{\frac {dE}{dt}}\quad \Longrightarrow \quad p={\frac {E}{c}}}
Se la quantità di moto {\displaystyle p} viene scritta come prodotto della massa {\displaystyle m} acquisita dal corpo assorbendo la radiazione per la velocità {\displaystyle c} della radiazione incidente (ipotesi ad hoc necessaria per ottenere il risultato voluto), si ricava
{\displaystyle p=mc={\frac {E}{c}}\quad \Longrightarrow \quad m={\frac {E}{c^{2}}}}
Va specificato che l'implicazione sopra indicata non costituisce una prova della relazione {\displaystyle E=mc^{2}} e che l'equivalenza ad hoc {\displaystyle p=mc} non si trova né in Maxwell né in Bartoli, ma è stata proposta solo a posteriori (nel 1950) da Einstein.

### Derivazione non relativistica di Rohrlich (1990)
Il fisico americano Fritz Rohrlich (1921 - 2018) è riuscito a dimostrare nel 1990 la formula {\displaystyle E=mc^{2}} senza servirsi di relazioni di tipo relativistico, basandosi esclusivamente sulle leggi della fisica classica, quali il principio di conservazione della quantità di moto e l'effetto Doppler.
Si consideri un corpo materiale {\displaystyle C} di massa {\displaystyle m_{1}} che si muova rispetto a un osservatore {\displaystyle O} con la velocità costante {\displaystyle v_{1}} molto bassa rispetto a quella della luce. Inoltre si prenda in considerazione un secondo osservatore {\displaystyle O_{c}} in quiete rispetto a {\displaystyle C}.
Si supponga che a un certo istante {\displaystyle t} il corpo {\displaystyle C} emetta due fotoni con la stessa energia {\displaystyle E=h\nu }, dove {\displaystyle h} è la costante di Planck e {\displaystyle \nu } la frequenza dei fotoni osservata da {\displaystyle O_{c}}, in quiete rispetto a {\displaystyle C}. I due fotoni sono emessi uno nella direzione del moto, l'altro in direzione opposta. Tenendo conto dell'effetto Doppler, l'osservatore {\displaystyle O}  misurerà invece una frequenza pari a 
{\displaystyle \nu '=\nu \left(1+{\frac {v_{1}}{c}}\right)}
per il fotone emesso in direzione del moto e pari a 
{\displaystyle \nu ''=\nu \left(1-{\frac {v_{1}}{c}}\right)}
per quello emesso in direzione opposta.
L'energia radiante {\displaystyle E} emessa all'istante {\displaystyle t} che è osservata da {\displaystyle O} sarà dunque 
{\displaystyle E=h\nu \left(1+{\frac {v_{1}}{c}}\right)+h\nu \left(1-{\frac {v_{1}}{c}}\right)=2h\nu }
Inoltre, per il principio di conservazione, la quantità di moto del corpo {\displaystyle C} osservata da {\displaystyle O} prima dell'emissione deve essere pari alla somma delle quantità di moto di {\displaystyle C} e dei due fotoni dopo l'emissione (si noti che la quantità di moto del secondo fotone, poiché emesso in direzione contraria al moto, va presa col segno negativo), quindi:
{\displaystyle m_{1}v_{1}=m_{2}v_{2}+q'-q''=m_{2}v_{2}+{\frac {h\nu }{c}}\left(1+{\frac {v_{1}}{c}}\right)-{\frac {h\nu }{c}}\left(1-{\frac {v_{1}}{c}}\right)=m_{2}v_{2}+v_{1}\,{\frac {2h\nu }{c^{2}}}}
dove:
- {\displaystyle m_{1}} = massa del corpo C prima dell'emissione
- {\displaystyle v_{1}} = velocità del corpo C prima dell'emissione
- {\displaystyle m_{2}} = massa del corpo C dopo l'emissione
- {\displaystyle v_{2}} = velocità del corpo C dopo l'emissione
- {\displaystyle q'} = quantità di moto del fotone emesso in direzione del moto
- {\displaystyle q''} = quantità di moto del fotone emesso in direzione contraria a quella del moto

Data la natura simmetrica dell'effetto, l'osservatore {\displaystyle O_{c}} non rileverà dopo l'emissione dei due fotoni alcun cambiamento di moto del corpo {\displaystyle C}, che continuerà quindi a trovarsi in quiete rispetto a lui. Quindi per l'osservatore {\displaystyle O} dopo l'emissione sia l'osservatore {\displaystyle O_{c}}, sia il corpo {\displaystyle C} continueranno a muoversi con velocità {\displaystyle v_{1}} invariata. Perciò si conclude che {\displaystyle v_{1}=v_{2}}. 
Sostituendo {\displaystyle v_{2}} con {\displaystyle v_{1}} nell'equazione sulla quantità di moto ed introducendo la riduzione di massa {\displaystyle m} del corpo {\displaystyle C} dopo l'emissione pari a {\displaystyle m=m_{1}-m_{2}}, dopo facili passaggi algebrici dalla si ottiene:
{\displaystyle m=m_{1}-m_{2}={\frac {1}{v_{1}}}\,v_{1}\,{\frac {2h\nu }{c^{2}}}={\frac {2h\nu }{c^{2}}}}
da cui, tenendo presente che {\displaystyle E=2h\nu }, si ottiene:
{\displaystyle E=mc^{2}}
ovvero che l'energia {\displaystyle E} irradiata dal corpo {\displaystyle C} è pari alla perdita di massa subita da {\displaystyle C} in seguito all'emissione, moltiplicata per il quadrato della velocità della luce nel vuoto.